# شاهماران (سریال اینترنتی)
شاهماران (به ترکی استانبولی: Şahmaran) سریال اینترنتی در ژانر درام-فانتزی ساخت ترکیه و تولید نتفلیکس به کارگردانی امور توراگای و نویسندگی پینار بولوت است. در آن بازیگرانی همچون سرنای ساریکایا، بوراک دنیز و مرت رمضان دمیر به ایفای نقش پرداخته‌اند. اولین قسمت آن در ۲۰ ژانویه ۲۰۲۳ منشر شد. این سریال برگرفته از یک افسانه قدیمی کُردی است که به شاماران مشهور است.

## خلاصهٔ داستان
شاهسو، یک مدرس روانشناسی از استانبول، برای کار به آدانا می‌رود و تصمیم می‌گیرد با پدربزرگش که سال‌ها پیش مادرش را ترک کرده است، مقابله کند. در آنجا، او با جامعه‌ای درگیر می‌شود که شاهماران را می‌پرستند، موجودی افسانه‌ای که نیمی زن و نیمی مار است که منتظر تکمیل یک پیش‌گویی تاریخی هستند. وقتی با مردی مرموز به نام ماران آشنا می‌شود، زندگی او متحول می‌شود.

## بازیگران و شخصیت‌ها
- سرنای ساریکایا در نقش شاهسو
  - آلمینا گونایدین در نقش کودکی شاهسو
- بوراک دنیز در نقش ماران
- مصطفی اوغورلو در نقش داود
- Mahir Günşiray as Ural
- مرت رمضان دمیر در نقش جهان
- Hakan Karahan as Lakmu
- Elif Nur Kerkük as Medine
- Mehmet Bilge Aslan as Salih
- Berfu Halisdemir as Diba
- Nilay Erdönmez as Hare
- Nil Sude Albayrak as Bike
- اوزنور سرچلر درنقش گل
- ابرو اوزکان

## قسمت‌ها
| شم. | عنوان                      | تاریخ پخش اصلی |
| --- | -------------------------- | -------------- |
| ۱   | «گلوله های زمین»           | ۲۰ ژانویه ۲۰۲۳ |
| ۲   | «چیزهایی که باران می‌گوید»  | ۲۰ ژانویه ۲۰۲۳ |
| ۳   | «تعادل ناپایدار»           | ۲۰ ژانویه ۲۰۲۳ |
| ۴   | «سبکی غیر‌قابل تحمل اعتقاد» | ۲۰ ژانویه ۲۰۲۳ |
| ۵   | «تغییرات آینده»            | ۲۰ ژانویه ۲۰۲۳ |
| ۶   | «آشفتگی، این زندگی است»    | ۲۰ ژانویه ۲۰۲۳ |
| ۷   | «عود عشق»                  | ۲۰ ژانویه ۲۰۲۳ |
| ۸   | «مار درون من»              | ۲۰ ژانویه ۲۰۲۳ |

## بازخورد
سه روز پس از انتشار، این سریال اینترنتی در مجموع ۱۷ میلیون ساعت در سراسر جهان تماشا شده است.
منتقدی در روزنامه جمهوریت از فیلم‌برداری و بازیگران تمجید کرد اما از «ناهماهنگی» بین «واقعیت منطقه» و رفتار شخصیت‌های سریال ناامید شده است و به برهنگی بیش از حد و صحنه‌های خارج از عرف اشاره کرد که با سنت‌های قدیمی ترک‌ها و منطقه‌ای که در آن فیلم‌برداری شده‌اند هم‌خوانی ندارد. این منتقد همچنین خانواده ماران را به کالن‌ها در فیلم‌های گرگ‌ومیش تشبیه کرده است.